# Spark SRT 05e
La Spark SRT_05e, conosciuta anche come Spark Gen2 o semplicemente Gen2, è un'auto da corsa progettata per gareggiare nel campionato di Formula E. La monoposto è il risultato della collaborazione tra Spark Racing Technology, McLaren Electronic Systems, Williams Advanced Engineering e Dallara. La monoposto è stata usata dal campionato 2018-19 (la quinta stagione della serie) al campionato 2021-22. Il veicolo, che sostituisce la Spark-Renault SRT 01E, è stato presentato al Salone dell'automobile di Ginevra nel marzo 2018.

## Sviluppo
La SRT 05e è il frutto della collaborazione tra le stesse società, esclusa Renault, che avevano già partecipato alla realizzazione della Spark-Renault SRT 01E. La Spark Racing Technology ha vinto nel 2016 il bando, indetto dalla Formula E, per sviluppare la nuova auto. Già alla fine del 2016 la Spark aveva presentato alla FIA e alla Formula E diversi progetti per la SRT 05e. Il 30 Gennaio 2018 il progetto dell'auto, soprannominata Gen2, è stato approvato e durante il Salone dell'automobile di Ginevra è stata presentata per la prima volta al pubblico.
Per quanto riguarda questa generazione le varie squadre hanno munito le proprie vetture con un motore e cambio a singolo rapporto, ad eccezione della Nissan IM01 che invece è dotata di un doppio motore e singolo rapporto, anche se per un solo anno.

## Tecnologie
Con l'introduzione della SRT 05e la capacità della batteria è stata aumentata a 54 kWh. Le batterie sono ancora prodotte dalla McLaren Electronic Systems con la collaborazione di Sony e Lucid Motors. Il powertrain è competenza dei motoristi che stanno sviluppando un motore da 250 kW per la qualifica e da 200 kW per la gara (portati a 220 per il 2021-22). La Gen2 non presenta ala posteriore quindi la deportanza è generata dal grande diffusore. La ruote della macchina sono coperte e l'abitacolo è dotato del nuovo sistema Halo.

## Scheda tecnica
La vettura è unica per tutte le scuderie, le quali effettuano le personalizzazioni andando a progettare e installare trasmissione, motore, centralina, elettronica, software di bordo e cambio propri.

### Design
- Aerodinamica ottimizzata per facilitare i sorpassi
- Elevata sensibilità all'altezza di marcia e ampia gamma di possibilità di installazione delle sospensioni per affrontare le strade del centro città
- Costi minimi.
- Conforme alle norme di sicurezza FIA.

### Tecnologia
- Uso della più recente tecnologia
- Compromesso tra prestazioni e convenienza, ove possibile
- Uso estensivo di materiali compositi ma uso limitato delle fibra di carbonio più costose

### Dimensioni
- Lunghezza: 5160 mm
- Larghezza: 1770 mm
- Altezza: 1050 mm
- Carreggiata anteriore: 1553 mm
- Carreggiata posteriore: 1505 mm
- Altezza massima: 75 mm
- Passo: 3100 mm
- Peso minimo: 900 kg (pilota e pacco batterie da 385 kg inclusi)

### Potenza
- Massima (in qualifica): 250 kW (340 cv)
- Massima (in gara): dal 2018 al 2021 200 kW (272 cv), dal 2022 220 kW (299 cv)

### Performance
- Velocità massima: 280 km/h
- Accelerazione: 0-100 km/h in 2,8 secondi

### Motori
- MGU della McLaren Electronic Systems
- È consentito un massimo di due MGU
- Le MGU devono essere collegate solo all'asse posteriore
- L'uso del controllo di trazione è vietato

### Sistema di accumulo dell'energia ricaricabile
Un sistema di accumulo dell'energia ricaricabile (RESS) è un sistema progettato per spingere la macchina attraverso il motore elettrico. Per conformarsi devono essere:
- Standard FIA
- Tutte le celle della batteria devono essere certificate per gli standard di trasporto delle Nazioni Unite come requisito minimo

### Pneumatici
- Pneumatici da 18" battistrada Michelin per l'utilizzo su asciutto e bagnato
- Dimensioni della ruota specifiche per il campionato
- Ruote in magnesio OZ Racing.

### Freni
- Dischi carbonio e pastiglie Brembo 278 mm all’anteriore, 263 mm al posteriore.
- Brake-by-wire al posteriore.

### Cambio
- Cambio sequenziale Hewland a leva
- Rapporti di trasmissione fissi per ridurre i costi

### Telaio
Le caratteristiche dell'auto:
- Telaio e cellula di sopravvivenza: Struttura a nido d'ape in alluminio / carbonio
- Ala anteriore e posteriore: strutture in carbonio e stile Aero
- Carrozzeria - Carbonio - Strutture a nido d'ape in Kevlar

### Elettronica
- ECU / GCU della McLaren Electronics con sistema di registrazione dei dati
- Unità di gestione dell'alimentazione
- Pre-equipaggiamento per acquisizione dati CAN
- Sistema di marshalling FIA
- Ricevitore Beacon
- La telemetria non è consentita

### Sicurezza
- Norme di sicurezza FIA incluse: prove d'urto anteriori, laterali, posteriori e sul piantone dello sterzo
- Cerchione anteriore e posteriore, strutture di impatto e test di spinta monoscocca
- Pannelli di protezione delle cellule di sopravvivenza anti-intrusione
- Cavi di sicurezza del fermo ruota
- Sistema di estintori (azionato elettronicamente)
- Presenza del sistema Halo